# Клебанов Дмитро Львович
Дмитро́ Льво́вич Клеба́нов (12 липня (25 липня) 1907, Харків — 6 червня 1987, Харків) — український радянський композитор, диригент і музичний педагог. Заслужений діяч мистецтв УРСР (1967).

## Біографічні дані
В 1926 році закінчив Харківський музично-драматичний інститут (клас Семена Богатирьова).
В 1927-28 рр. — альтист оркестру Ленінградського театру опери і балету, учасник прем'єри в СРСР опери А. Берґа «Воццек».
З 1934 року — викладач Харківської консерваторії — Інституту мистецтв (від 1940 — доцент, віл 1960 — професор), у 1970—1973 — завідувач кафедри композиції та інструментування, від 1973 — професор-консультант.
Композитор помер 6 червня 1987 року в Харкові, незадовго до свого 80-річчя.
Серед учнів: Борис Буєвський, Ілля Польський, Нінель Юхновська, Валентин Бібік, Віталій Губаренко, Володимир Золотухін, Борис Яровинський, Михайло Імханицький.

## Твори
- Опери:
  - «Комуніст» («Василь Губанов», 1967),
  - «Червоні козаки» («Козаки-червонці», 1972),
  - «Маївка» (1981).
- Балети:
  - «Лелеченя» (1937),
  - «Світлана» (1939).
- Оперети.
- 9 симфоній.
- Концерти для скрипки, віолончелі, флейти, арфи.
- Сюїти для симфонічного та камерного оркестрів.
- Вокальні цикли на вірші Тараса Шевченка, Олександра Пушкіна, Генріха Гейне.

## Фільмографія
Музика до кінофільмів:
- «Гірська квітка» (1938, реж. Артеменко)
- «Травнева ніч» (1940)
- «Буковина — земля українська» (1940, док. фільм)
- «Бойова кінозбірка № 11» (1942, у співавт.)
- «Битва за нашу Радянську Україну» (1943, док. фільм; у співавт.)
- «Зниклий безвісти» (1943)
- «Я — чорноморець!» (1944)
- «Подвиг розвідника» (1947, у співавт.)
- «Головний проспект» (1956)
- «Моя дочка» (1956)
- «Академік Іванов» (1956, науково-популярний фільм)
- «Ми їдемо до Криму» (1957, науково-популярний фільм)
- «Любов на світанку» (1957, фільм-спектакль)
- «Прапори на баштах» (1958)
- «По Східному Криму» (1958, науково-популярний фільм)
- «Коли починається юність» (1959, у співавт.)
- «Літак відлітає о 9-й» (1960)
- «Таємниця Дімки Кармія» (1960)
- «Райкіни бранці» (1964)
- «Тореадори з Васюківки» (1966, т/ф)
- «Серце Бонівура» (1970, т/ф, у співавт.)

## Наукові праці
- «Мистецтво інструментовки» (1972).
- «Естетичні основи інструментовки» (1972).